# Campiglossa doronici
Campiglossa doronici är en tvåvingeart som först beskrevs av Friedrich Hermann Loew 1856.  Campiglossa doronici ingår i släktet Campiglossa och familjen borrflugor. Inga underarter finns listade.